# Jane Martin
Jane Martin (pseudonimo; ...) è una drammaturga statunitense contemporanea autrice di numerose e apprezzate pièce teatrali rappresentate in molte lingue, fra cui l'italiano.
Molte congetture sono state compiute sulla vera identità di Jane Martin, una delle quali la identifica con il direttore dell'Actors Theatre of Louisville Jon Jory, unico portavoce della misteriosa autrice statunitense.

## Opere
Fra le opere più famose di Jane Martin, ricordiamo Talking With del 1982, Keely and Du del 1994,Jack and Jill del 1997. Tutte queste opere hanno avuto un riscontro altamente positivo da parte del pubblico e i critici gli hanno assegnato i premi più ambiti dagli autori teatrali degli Stati Uniti, come l'American Theatre Critics Association Best New Play Award. La pièce Keely And Du ha ottenuto la candidatura al premio Pulitzer 1994.
In Italia le opere di Jane Martin non sono state ancora tradotte e diffuse a livello editoriale; tuttavia Keely and Du e Jack and Jill sono state portate sulle scene teatrali, fra il 2008 e il 2009, grazie a Beppe Rosso e Filippo Taricco che ne hanno curato la messa in scena e l'adattamento in italiano.